# 1305
1305 (MCCCV) je bilo navadno leto, ki se je po julijanskem koledarju začelo na petek.

## Dogodki

### Prva vojna za škotsko neodvisnost
- 5. avgust - Robroyston blizu Glasgowa: škotski plemič John de Menteith, ki je - kot velika večina škotskega plemstva - prisegel zvestobo angleškemu kralju Edvardu I., ujame nepazljivega Williama Wallecea med spanjem in ga izroči Angležem.
- 23. avgust - Londonski Tower: po hitrem sodnem postopku je s torturo[1] usmrčen škotski narodni heroj William Wallace.
- september - Kralj Edvard I. izrazi nezaupanje do vplivnega in bogatega škotskega plemiča Roberta Brucea, ko mu ukaže naj v trdnjavi Kildrummy namesti angleški kroni zveste ljudi. ↓
- 10. oktober → Edvard I. razveljavi dedno darovnico nekega plemiča, ki je v oporoki vse posesti predal Robertu Bruceu. 1306 ↔

### Konecfrancosko-flamske vojne(1297-1305)
- 7. marec - V francoskem zaporu umre flandrijski grof Gvido Dampierre. Nasledi ga najstarejši sin Robert III., ki je prav tako zaprt v Franciji. Namursko marko nasledi mlajši polbrat Ivan I.
- 23. junij - Sporazum iz Athis-sur-Orgeja: med francoskim kraljem Filipom IV. in flandrijskim grofom Robertom III. je sklenjen mirovni sporazum, ki je v izrazito finančno škodo Flamcev, a jim priznava pravico do neodvisnosti. Flandrijska mesta Lille, Douai in Orchies so priključena francoski kroni.
- julij - Iz gradu Chinon je na prostost izpuščen flandrijski grof Robert III., ki se vrne v domovino. Flamci sicer z zadržki sprejmejo francoske pogoje, toda niso motivirani za nadaljevanje vojne.

### Bizantinsko cesarstvo
- 30. april - Adrianopel: bizantinski (so)cesar Mihael IX. Paleolog ob pomoči najemniških Alanov preseneti manjšo četo najemniške Katalonske združbe. Njen voditelj Roger de Flor v boju pade. Da bi izkoristil ugoden trenutek Mihael IX. napade še vojaško bazo Združbe na Galipoliju. Katalonski najemniki utrpijo hude izgube, a vzdržijo napad. Nazadnje jim od 1.500 vitezov, kolikor so jih imeli, ko so vstopili v službo pri bizantinskem cesarju leta ← 1303, ostane 206 in od 4000 almogavarjev ostane 1.256.
- julij - Bitka pri Aprosu, Galipoli: odločujoča zmaga Katalonske združbe proti bizantinski vojski Mihaela IX. Paleologa, ki si ponovno pomaga z Alani in turkopoli.  V ključnem trenutku na stran Katalonske združbe preide bataljon turkopolov. Mihael IX. je v boju ranjen. 
  - Po zmagi pri Aprosu začne Katalonska združba skupaj s pridruženimi turkopoli pleniti po Trakiji in Makedoniji, kar jo zaposluje naslednji dve leti. Med drugim oplenijo samostane na gori Atos.
- Krizo v Bizantinskem cesarstvu izkoristi še bolgarski car Teodor Svetoslav, ki Bolgariji priključi obmejne dele severne Trakije.

### Ostalo
- 20. februar - V bližini Rima se po močnem deževju sesede spodnji in največji od treh antičnih umetnih jezov Subiaco, ki so bili zgrajeni v času rimskega cesarja Nerona (54–68). Jezovi so bili v tem času nevzdrževani in že močno načeti, piko na i pa je predstavljal manjši poseg dveh menihov, ki sta malenkostno poglobila strugo, da bi po obilnem deževju odvedla vodo s poplavljenega polja. Sledila je katastrofa z več kot 5  metrskim poplavnim valom.
- 25. februar - Umrlega nadškofa Mainza in kneza-elektorja Gerharda II. iz Eppsteina nasledi Peter iz Aspelta.
- 4. april - Francoski kronski princ Ludvik X. je kronan za kralja Navare (I.). Istega leta se poroči z Margareto Burgundsko.
- 5. junij - Perugia: po letu dni trajajoči sedisvakanci je in absentia za papeža izvoljen Francoz Klemen V.[2]
- 19. maj - Sporazum v Elcheju, Španija: aragonski kralj Jakob II. in kastiljski kralj Ferdinand IV. revidirata sprazum sklenjen v Torrellasu izpred leto dni poprej. Aragonska krona vrne Kastiliji pomembno pristanišče Cartageno.
- 21. junij - Umrlega češkega in poljskega kralja Venčeslava II. Pržemisla, ki velja za enega najpomembnejših čeških kraljev, nasledi dosti manj sposobni sin Venčeslav III., ki se ob očetovi smrti popolnoma odreče zahtevi po madžarski kroni Svetega Štefana in jo proda bavarskemu vojvodi Otonu III. Wittelsbaškemu.
- 18. november - Umrlega bretonskega vojvodo Ivana II. nasledi sin Artur II.
- 14. november - Lyon: francoski kralj Filip Lepi zahteva obredno posvetitev novega papeža Klemena V. v Lyonu. Potisnjen v kot papež tudi pristane na kraljev diktat, še več - papežev prvi ukrep je imenovanje desetih novih kardinalov, ki so vsi Francozi, z izjemo enega Angleža. Štirje od Francozov so njegovi nečaki.
- 6. december:
  - Kijev: umrlega kijevskega metropolita Maksima nasledi Peter iz Moskve. 1325 ↔
  - Székesfehérvár, Madžarska: sporno kronanje Otona III. Wittelsbaškega za novega madžarskega kralja. Oton III. se na Madžarsko pretihotapi oblečen v trgovca. Ob kronanju prevzame ime Béla V.. Večina ogrskega plemstva ga ne prizna za kralja, pač pa se nagiba na stran prej nepriljubljenega neapeljsko-anžujskega kandidata Karla Roberta, ki ima absolutno podporo na jugu.
- Ciper: umrlega velikega mojstra vitezov hospitalcev Guillaumeja de Villareta nasledi nečak Foulques de Villaret, 25. veliki mojster po seznamu.
- Ilkanat: kan Oldžeijtu preseli prestolnico iz Tabriza v Sultanijo[3].
- Čagatajski kanat: začetek odprtih sovražnosti med čagatajskim kanom Duvo in vladarjem zahodnega Čagataja Čaparjem. 1206 ↔
- Umrlega vladarja Malijskega cesarstva Manso Gao nasledi sin Mohamed ibn Gao.

## Rojstva
- 29. september - Henrik XIV., vojvoda Spodnje Bavarske († 1339)

Neznan datum
- Ašikaga Takauči, japonski šogun († 1358)
- Elizabeta Poljska, ogrska kraljica, poljska regentinja († 1380)
- Gao Ming, kitajski literat († 1370)
- Izabela Aragonska, nemška kraljica († 1330)
- Konstanca Aragonska, sicilska kraljica, armenska kraljica († 1344)
- Momčil, bolgarski razbojnik, vojvoda († 1345)
- Pšemisl II. Głogowski, poljski plemič, vojvoda Głogówa († 1331)
- Richard Kilvington, angleški filozof in kozmolog († 1361)

## Smrti
- 17. januar - Roger iz Laurije, sicilsko-aragonski admiral (* 1250)
- 25. februar - Gerhard II. iz Eppsteina, mainški nadškof, knez-elektor (* 1230)
- 1. marec - Blanka Francoska, avstrijska in štajerska vojvodinja (* 1278)
- 7. marec - Gvido Dampierre, flandrijski grof, namurski markiz (* 1226)
- 2. april - Ivana I. Navarska, šampanjska grofica, navarska kraljica[4], francoska kraljica (* 1273)
- 30. april - Roger de Flor, italijanski pustolovec, pirat, vojskovodja, grof Malte (* 1267)
- 21. junij - Venčeslav II. Češki, kralj Češke, kralj Poljske, vojvoda Krakowa (* 1271)
- 23. avgust - William Wallace, škotski narodni heroj (* 1270)
- 26. avgust - Valter iz Winterburna, angleški teolog in filozof, spovednik kralja Edvarda I.
- 10. september - Nikolaj iz Tolentina, italijanski mistik, svetnik (* 1246)
- 4. oktober - cesar Kamejama, 90. japonski cesar (* 1249)
- 18. november - Ivan II., bretonski vojvoda (* 1239)
- 6. december - Maksim Kijevski, ruski metropolit

Neznan datum
- Aldimir, kranski despot (* ni znano)
- Ivan IV. Dukas Laskaris, nikejski cesar (* 1250)
- Jožef ben Abraham Gikatila, španski judovski mistik in rabin (* 1248)
- Gao, malijski vladar
- Guillaume de Villaret, 24. veliki mojster vitezov hospitalcev
- Mojzes iz Leona, španski judovski mistik in rabin (* 1250)
- Qian Xuan, kitajski slikar (* 1235)